# Andante para flauta y orquesta (Mozart)
El Andante para flauta y orquesta, en do mayor, K. 315/285e, fue escrito por Wolfgang Amadeus Mozart en 1778, para cumplir con el encargo del flautista neerlandés aficionado Ferdinand De Jean, como una posible alternativa al segundo movimiento original del Concierto para flauta n.º 1 (KV 313). 
Supuestamente, a De Jean, que había encargado el KV 313, no le gustó el Adagio original, por lo que Mozart tuvo que componer un Andante más breve para remplazarlo; sin embargo, también se ha conjeturado acerca de que el Andante pueda formar parte de un hipotético tercer concierto para flauta, que fue encargado a Mozart por De Jean, pero que nunca llegó a completar.

## Instrumentación
La pieza está escrita para la misma plantilla instrumental que el KV 313: cuerdas, dos oboes y dos trompas.

## Estructura
El único movimiento es un andante de 98 compases en 2/4 y en do mayor.
La interpretación dura unos 6 minutos.
Principio de la pieza:
No se admite la reproducción de audio en este navegador. Se puede descargar el archivo de audio.

## Características especiales
- Esta estructurado en Forma Sonata.

- Todos los finales de frase tienen que ser piano.

- Los trinos y los semitrinos[3] tienen que ser siempre a tiempo y nunca anticipados, ya que la obra está escrita en la época clásica.

- Con respecto a las cadencias, se consideran tres tipos: 
  - Las escritas por Mozart, que han de ser tocadas a tiempo.
  - Las editadas por Rampal.
  - Las que pueden ser obra del intérprete en cada ocasión, siempre que se respeten las características del estilo clásico.

### Dificultades
- No hay que irse de tempo ni rubatear, pues en Mozart todo tiene que estar exactamente medido.

- Los trinos largos tienen que ser progresivos de menos a más y bastante resueltos. Los trinos siempre han de empezar por la nota superior.